# After You've Gone
«After You've Gone» — популярна пісня1918 року, написана Тернером Лейтоном на слова Генрі Крімера. Твір має незвичайну побудову - приспів триває 20 тактів замість 32-х, як було поширено у той час. Вступні чотири ноти ідентичні вступним нотам іншої пісні «Peg o 'My Heart» (1912) — тоді автори пісень часто запозичували кілька перших нот хітової мелодії.
Історія пісні мало відома. За однією версією, вона була написана для мюзикла "So Long, Letty" на початку 1917 року. Вперше пісню записав дует Генрі Берра і Альберта Кемпбелла у квітні 1918 року. 22 липня 1918 року вийшла сольна версія співачки кабаре Маріон Гарріс. Цей кавер був включений до Бібліотеки Конгресу в 2012 році. Вважається, що її версія ознаменувала перехід американської популярної пісні від помпезного до більш витонченого стилю. Пісня стала популярною лише у 1927 році завдяки каверам Софі Такер та Бессі Сміт.

## Використання умедіа
Пісня з'являється у таких фільмах:
- "Седі Мак-Кі" (1934) у виконанні Джина Остіна
- "Для мене і моєї дівчини" (1942) у виконанні Джуді Ґарленд
- "Ловці привидів" (1944)
- "Атлантік-Сіті" (1944) у виконанні Констанс Мур
- "Зіграй мою музику" (1946)
- "П'ять пенні" (1959)
- "Весь цей джаз" (1979)
- "Авіатор" (2004) у виконанні Лудона Вайнрайта III

Фолк-співачка Джессі Кароліна записала свою версію пісні для відеогри BioShock Infinite у 2013 році. Події гри відбуваються у 1912 році, тому на запис наклали спеціальний фільтр, щоб створити ефект старої платівки.

## Відомі версії
| Рік        | Виконавець                       |
| ---------- | -------------------------------- |
| 1918       | Генрі Берр і Альберт Кемпбелл    |
| 1918       | Маріон Гарріс                    |
| 1927       | Софі Такер                       |
| 1927       | Бессі Сміт                       |
| 1927       | Рут Еттінг                       |
| 1929       | Луї Армстронг                    |
| 1929, 1946 | Бінг Кросбі, Пол Вайтмен         |
| 1933       | Дюк Еллінгтон                    |
| 1935       | Бенні Гудмен                     |
| 1936, 1949 | Джанго Рейнарт, Стефан Граппеллі |
| 1943       | Сідні Беше                       |
| 1944       | Чарлі Паркер                     |
| 1953       | Френкі Лейн                      |
| 1957       | Ейді Горме                       |
| 1958       | Дайна Вашингтон                  |
| 1959       | Джонні Гартман                   |
| 1960       | Тоні Беннетт                     |
| 1961       | Джуді Ґарленд                    |
| 1961       | Гелен Шапіро                     |
| 1961       | Луї Пріма                        |
| 1962       | Елла Фіцджеральд                 |
| 1964       | Пеггі Лі                         |
| 1974       | Ніна Сімон                       |
| 1984       | Френк Сінатра                    |
| 1996       | Філ Коллінз                      |
| 2004       | Енн Мюррей                       |
| 2010       | Сесіль Маклорін Сальвант         |
| 2011       | Г'ю Лорі, Доктор Джон            |
| 2013       | Джессі Кароліна                  |
| 2014       | Маккензі Девіс                   |
| 2016       | Салвадор Собрал                  |
| 2020       | Вікторія Педретті                |